# The Last Time (bài hát của Taylor Swift)
"The Last Time" là bài hát được thu âm bởi nữ ca sĩ-nhạc sĩ người Mỹ Taylor Swift, trích từ album phòng thu thứ tư của cô, Red (2012). Nó được phát hành như đĩa đơn thứ bảy và cuối cùng từ album. Bài hát cũng có sự góp mặt của nam ca sĩ Gary Lightbody của nhóm nhạc rock Snow Patrol và anh cũng đồng thời là đồng tác giả của ca khúc cùng Taylor Swift và Jacknife Lee. "The Last Time" là một ca khúc alternative rock ảnh hưởng của folk rock. Nó đã được thêm vào danh sách của đài phát thanh BBC Radio 2 vào ngày 19 tháng 10 năm 2013.

## Video âm nhạc
Video âm nhạc của ca khúc được ra mắt vào ngày 15 tháng 8 năm 2013 trên Vevo và YouTube. Tính đến tháng 8 năm 2016, video đã thu hút hơn 24,5 triệu lượt xem trên YouTube. Tương tự với video âm nhạc "Red", "The Last Time" cũng được lấy bối cảnh ở The Red Tour của Taylor Swift tại Sacramento, California. Đây là lần đầu tiên mà Gary Lightbody và Taylor Swift trình diễn trực tiếp chung với nhau. Video được đạo diễn bởi Terry Richardson.

## Quảng bá
Taylor Swift và Gary Lightbody đã trình diễn ca khúc trên sân khấu của cuộc thi X Factor Anh Quốc mùa thứ mười vào ngày 3 tháng 11 năm 2013 để hỗ trợ việc bán đĩa đơn tại UK.

## Xếp hạng
| Bảng xếp hạng (2012–13)                       | Vị trí cao nhất |
| --------------------------------------------- | --------------- |
| Bỉ (Ultratip Flanders)                        | 14              |
| Canada (Canadian Hot 100)                     | 73              |
| Ireland (IRMA)                                | 15              |
| Scotland (OCC)                                | 20              |
| Anh Quốc (OCC)                                | 25              |
| US Bubbling Under Hot 100 Singles (Billboard) | 3               |